# 達瑪穌一世
教宗聖達甦一世（拉丁語：Sanctus Damasus PP. I；約305年—384年12月11日）原名Damasus，於366年10月1日－384年12月11日在位為教宗。他主持了382年的羅馬教會會議（Council of Rome)，確定了聖經的正典或官方清單。他公開反對主要的異端（包括亞波里拿留派和馬其頓主義），從而鞏固了天主教會的信仰，並在他對耶柔米的支持與鼓勵下，製作了聖經武加大譯本。曾幫助調解羅馬教會和安提阿教會之間的關係，並鼓勵對烈士的崇敬。
除了各種散文信件和其他作品外，達甦亦是拉丁詩歌的作者。艾倫·卡梅倫（Alan Cameron）將他為一個名叫Projecta（學者們對此非常感興趣，因為大英博物館的 Projecta Casket 可能是為她而製作的）的年輕女孩的墓誌銘描述為「一張被標籤和陳詞濫調的紙巾，搖搖晃晃地串在一起，幾乎沒有擠進韻律內。」達甦被描述為“第一個社會教皇”，並且可能是一群西班牙裔基督徒的成員，他們彼此之間關係密切，與西班牙裔狄奧多西一世關係密切。
許多裝在Gold glass （页面存档备份，存于）杯中的「達甦」圖像可能代表了他，似乎是第一個倖存下來的當代教皇圖像，儘管沒法真正試圖辨識其相似度。“達甦”與其他人物一起出現，包括可能是投影的父親的弗洛魯斯。有人認為，達甦或該組織的其他成員委託並分發給朋友或支援者，作為“強要地安插他的主教身份在基督教景觀中”的計劃的一部分。
他被天主教會承認為聖人;他的教會慶節日是12月11日。 在東正教會，他的教會慶節日是11月13日。他在天主和东正教中都享有盛誉。

## 背景
他的生平適逢於君士坦丁一世皇帝的崛起以及西羅馬帝國和東羅馬帝國的重新統一興與再重新分裂，這與基督教的合法化以及後來在 380 年被採納為羅馬國家的官方宗教有關。
格拉提安的統治與達甦的教宗在位時間相吻合，形成了教會歷史上的一個重要時代，因為在此期間（359-383），天主教首次在整個帝國佔主導地位。在安布羅修的影響下，格拉提安拒絕佩戴名為大祭司（拉丁語：Pontifex Maximus）徽章，因為對基督徒是不合宜的，故在不顧羅馬元老院的異教徒抗議下，便從羅馬元老院中移除了勝利女神祭壇（Altar of Victory）。格拉提安皇帝還禁止將不動產遺產留給維斯塔貞女的祭司，並廢除了屬於他們和教皇的其他特權。

## 早期生平
教宗聖達甦一世於公元305年左右出生於羅馬。達甦的父親是安東尼烏斯，他成為羅馬聖勞倫斯教堂（聖洛倫索）的神父，而他的妻子叫勞倫蒂亞。達甦的父母都來自盧西塔尼亞地區。達甦在他父親的教堂裡開始了他的教會生涯，擔任執事，後來在那裡他繼續擔任神父。這地方後來成為羅馬的城外聖老楞佐聖殿（San Lorenzo fuori le mura）。
在達甦的早年，君士坦丁一世崛起統治西羅馬帝國。作為皇帝，他頒布了米蘭敕令（313年），該敕令給予羅馬帝國各地的基督徒宗教自由。東羅馬帝國皇帝李錫尼拒絕宗教自由而支援異教，引發了一場危機，導致公元324年的內戰，使君士坦丁牢牢控制了一個統一的帝國。這導致了基督教在君士坦丁堡中建立了至高無上的宗教地位，並逐漸導致讓該城市試圖與羅馬教廷的權威聖座互相抗衡。達甦當時很可能只有二十多歲。
當教宗利伯略於公元354年被君士坦提烏斯二世皇帝放逐到韋里亞時，達甦是羅馬教會的大執事，並跟隨教宗利伯略流亡，隨後他立即返回羅馬。在教宗利伯略回來之前的時期，教會中的達甦在政府中佔有相當大的地位。

## 繼承危機
在早期教會中，主教通常由神職人員和教區人民選舉產生。雖然這種簡單的方法在因迫害而團結起來的一小群基督徒中效果很好，但隨著會眾規模的擴大，為新主教的喝采其實充滿了分裂，貴族和平民候選人之間的主張競爭和某種階級敵意擾亂了一些主教選舉。與此同時，四世紀的皇帝希望每個新的當選教宗都提交給他們批准，這有時會導致國家控制教會的內部事務。
公元366年9月24日教宗利伯略去世後，達甦在派系衝突中繼承了教宗的地位。執事和平信徒支援利伯略的執事烏西濟諾（Ursinus）。在利伯略流亡期間，在前上層階級黨員的菲利克斯（Felix）的統治下，支持達甦的參選。
兩人同時參選（達甦的參選是在盧奇娜的聖老楞佐聖殿舉行）。J. N. D. Kelly說，達甦雇了一夥暴徒衝進朱里亞巴西利卡，對烏西濟諾的人進行了為期三天的殘殺。 湯瑪斯·沙漢（Thomas Shahan）說，這場醜聞衝突的細節與懷有高度偏見的【Libellus precum ad Imperatores】（P.L.,XIII,83-107）有關，這是來自兩位反達甦的教士（Faustinus 和 Marcellinus）向民政當局提出的請願書。暴力和流血事件如此之大，以至於該市的兩位省長被要求恢復秩序，在第一次失敗之後，當他們被趕到郊區並在西西尼努斯大教堂（現代的聖母大殿）發生了137人被大屠殺，省長將烏西濟諾放逐到高盧。辛西婭·懷特（Cynthia White）和愛德華·吉本（Edward Gibbon）共同建議省長普拉特薩圖斯與達甦之間要達成交換條件，以確保他的當選並流放烏西濟諾，以換取達甦對普拉特薩圖斯在異教徒圈子中的支援權力。當他返回時，還有進一步的暴力事件發生，而在烏西濟諾再次被流放後仍繼續有這些暴力事件。
另一個對此事件的古代敘述，蓋斯塔（Gesta）（可追溯到公元368年），提供了更多的細節。它描述烏西濟諾是利伯略的有效繼承人，而達甦是擾亂異端的菲利克斯（Felix）之跟隨者。該記載還記錄了達甦煽動的武裝部隊闖入朱里亞巴西利卡，對聚集在那裡的人進行了為期三天的殘殺。在獲得拉特蘭大教堂的控制權后，達甦隨後被任命為羅馬大教堂的主教。然而，達甦被指控賄賂羅馬的城市官員，故將烏西濟諾和主要支援者流放，包括一些地方教會的長老。由於這次嘗試，烏西濟諾的一些（顯然相當多的）支援者阻止了這個過程並救出了這些地方教會的長老，並將他們帶到了利伯略大教堂（被確定為“西西尼努斯大教堂”），這是烏西濟諾門派的表面上的總部。達甦隨後下令襲擊利伯略大教堂，導致另一場大殘殺：「他們破門而入，在下面放火，然後衝進去......並殺死了裡面的一百六十人，包括男人和女人」。接下來，達甦對一些逃往聖艾格尼絲墓地的烏西濟諾的支援者發動了最後的攻擊，殺死了許多人。
耶柔米和魯菲努斯（Tyrannius Rufinus）等教會歷史學家擁護達甦。在公元378年的一次主教會議上，烏西濟諾被定罪，達甦被無罪釋放並宣佈為真正的教宗。在接下來的幾年裡，這位前反教宗人士繼續對達甦進行陰謀詭計，並試圖恢復他對達甦處死的主張，但沒有成功。根據安波羅修的說法，烏西濟諾是米蘭的亞流教派黨羽之一。

## 教宗任期
在達甦担任教宗的早年面临谋杀和通奸的指控。爱德华·吉本写道：「達甦的敌人称他为"Auriscalpius Matronarum"，是女士们的耳垢。」 这些主张的中立性受到质疑，亦有人认为这些指控是由与亞流教派支持者的分裂冲突所引起的。
達甦一世积极捍卫天主教会免受分裂的威胁。在两次罗马主教会议（公元368 年和 369 年）中，他谴责了亞波里拿留派和马其顿主义，并派遣使节参加公元381 年召开的君士坦丁堡第一届会议，以解决这些异端邪说。 

### 382 年罗马会议和圣经正典
教宗達甦的一项重要工作是主持了公元382 年的罗马教會会议，该会议帮助确定了经典或圣经的官方清单。《基督教会牛津词典》指出：公元 382 年，在達甦的统治下，可能在罗马举行的一次会议给予旧约和新约规范书籍的完整清单（也称为“格拉西亚法令”（Gelasian Decree），因为它是由格拉西亚（Gelasius）在公元495再頒發），这与在特伦特给出的列表相同。美国天主教神父和历史学家威廉·尤尔根斯（William Jurgens）说 ：“这条法令的第一部分在长期以来被称为達甦法令，涉及圣灵和七重恩赐。法令的第二部分更为人所知的是格拉西亚法令的开头部分，关于圣经的正典：De libris recipiendis vel non-recipiendis。现在普遍认为，格拉西亚法令中涉及公认的圣经正典的部分是在公元 382 年罗马会议的確定工作，格拉西亚在 5 世纪末对其进行了再次编辑，并在其中添加了目录被拒绝的书籍，即伪经。到了现在几乎普遍接受的是，達甦法令的第一和第二部分是公元 382 年罗马会议法案的真实部分” 

### 耶柔米、武加大譯本和正典
教宗達甦任命耶柔米为他的机密秘书。最初被邀请到罗马参加为结束安提阿的教派分裂而召开的 382 年主教会议，為他使自己成为教宗不可或缺的一部分，并在他的议会中占有重要地位。耶柔米在罗马度过了三年（公元382-385），与教宗達甦和基督徒領袖密切交往。耶柔米在公元409 年写道：「很多年前，当我帮助罗马主教達甦写他的教会信函时，并写下他对东西方议会向他提出的问题的回答⋯⋯」 

为了结束那个时期對西方文本的显著的分歧，達甦鼓勵備受尊敬的學者耶柔米在希腊新约和七十士译本的基礎上將現有的古拉丁文聖經版本修改為更準確的拉丁文，從而产生了武加大譯本。根据新教圣经学者FF Bruce的说法，武加大譯本的完成是在西方修复圣经正典的关键时刻。 尽管如此，正如天主教百科全书所说，
在拉丁教會中，在整個中世紀，我們發現對次經的性質有含糊的證據。一方面流行著對它們友好，另方面亦流行著對它們的權威和神聖性有明顯不利，而在這兩者之間搖擺不定的是一些作家，他們對這些書的推崇會受到其確切地位的一些困惑所影響，其中我們注意到聖湯瑪斯·阿奎那（St. Thomas Aquinas）。很少有人明確承認他們的經典性。西方中世紀作家的普遍態度基本上是希臘教父的態度。這種現象在西方的主要原因是直接和間接地從聖耶柔米貶低的普羅羅格斯的影響中尋找。
关于伪经本质的重大学术怀疑和分歧持续了几个世纪，甚至到了特伦特， 这在公元1546年提供了第一个无误的天主教经典定义。  
耶柔米在達甦死后写的《 De Viris Illustribus 》中对達甦做了一个非常简短的说明：“他有出色的诗歌创作天赋，并发表了许多英雄式的简短作品。他在皇帝狄奥多西统治期间去世，享年将近八十岁”。  達甦可能是匿名的Carmen contra paganos （反对异教徒的歌曲）的作者。 

### 耶柔米給達甦的信
耶柔米给達甦的信件表明他是彼得教座首要地位的例子：
然而，雖然你的偉大讓我害怕，但你的善良吸引了我。我請求神父保護受害者，牧羊人保護羊群。遠離一切驕傲的東西；讓雄偉的羅馬國家抽取。我的話是寫給漁夫的繼任者，對十字架的門徒說的。因為我跟隨的領袖是基督之外的，我只用你的祝福來交流，那就是用彼得的椅子。為此，我知道，這是建造教堂的磐石！這是唯一可以正確食用逾越節羔羊的房子。這是諾亞方舟，當洪水盛行時，那些不在裡面的人就會滅亡。但是，因為我的罪孽，我來到了敘利亞和未開化荒野之間的沙漠，由於我們之間的距離，我總是不能為你的主的聖潔祈禱。因此，我在這裡跟隨埃及的告解者，他們分享你的信仰，並將我脆弱的手藝錨定在他們大詭計的陰影下。我對維塔利斯（Vitalis）一無所知；我拒絕梅勒提烏斯（Meletius）；我和保利努斯（Paulinus）無關。不與你聚集的，就散去；不屬於基督的人是敵基督。

### 與東方教會的關係
东方教会以該撒利亞的巴西流代表，热切地寻求達甦的帮助和鼓励，以对抗明显胜利的亞流教派。然而，達甦对这位伟大的卡帕多奇亞教会聖師怀有某种程度的怀疑。在安提阿的米勒梯分裂（Meletius of Antioch）事件中，達甦与亚历山大的亞他那修和他的继任者亚历山大的彼得二世一起同情保利努斯党（Paulinus II of Antioch），认为他们是尼西亚正统派的更真诚代表。在梅勒提烏斯（Meletius）去世时，他试图确保保利努斯（ Paulinus ）的继承权并排除弗拉維安（Flavian I of Antioch）。 在任教宗期间，亚历山大的彼得二世在罗马寻求庇护，以躲避迫害的亞流教派人。達甦接见了他，后者支持他对抗亞流教派人。 
達甦支持基督教参议员向格拉提安皇帝提出的将勝利女神祭壇（the altar of Victory）从参议院移走的呼吁， 并熱切欢迎狄奥多西一世的著名法令“De fide Catholica”（公元380 年 2 月 27 日）， 它宣布彼得向罗马人宣讲并以達甦为首的教义成为罗马国家的宗教。 

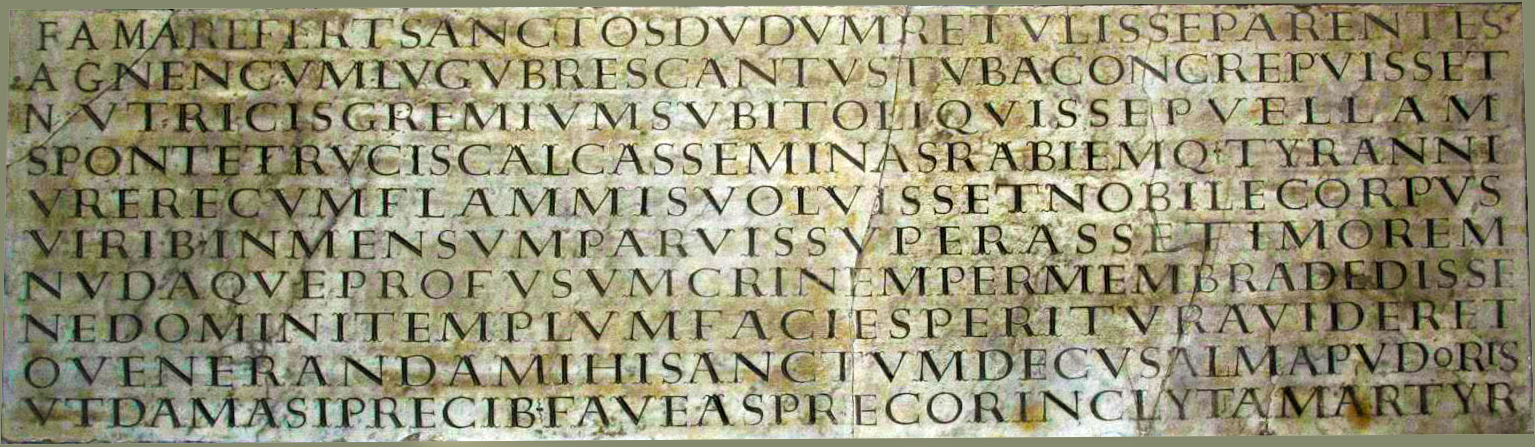
4 世纪晚期 Philocalus 的達甦铭文石碑复制品，位于君士坦丁时期圣阿涅塞富城外聖依搦斯聖殿大教堂下方的圣艾格尼丝地下墓穴中。

### 献给烈士
達甦还为鼓励对基督教殉道者的尊崇做了很多工作， 修复并建造了进入他们在罗马地下墓穴殉道者墓窟和其他地方墓窟的通道，并设置了带有他自己撰写的经文铭文的石板，其中一些幸存下来或被记录在他的警句裡。 
達甦重建或修复了他父亲以劳伦斯命名的教堂，被称为San Lorenzo fuori le Mura （城外聖老楞佐聖殿），到 7 世纪时，它已成为罗马烈士墓窟路线上的一个站点。達甦对罗马烈士的尊重也得到了传统的证明，根据该传统，教宗在他自己的房子里建造了一座献给劳伦斯的教堂，就是達瑪穌的聖老楞佐次級聖殿。
達甦当了十八年零两个月的教宗。他的教會慶節日是12月11日。他被安葬在他的母亲和姐姐旁边的“葬礼教堂......在亞壁古道（Via Appia）和阿尔迪蒂娜大街（Via Ardeatina）之间的某个地方”，确切的位置已经遺失。 
自 2011 年以来，San Damaso Ecclesiastical University以这位圣人命名，这是一所隶属于西班牙马德里大主教区的天主教高等教育中心，可以研究学习神学、教会法、宗教科学、基督教和古典文学以及哲学。

## 譯名列表
- ：梵蒂冈广播电台作
- ：香港天主教教區檔案　歷任教宗作。